# شوتا روستافلي

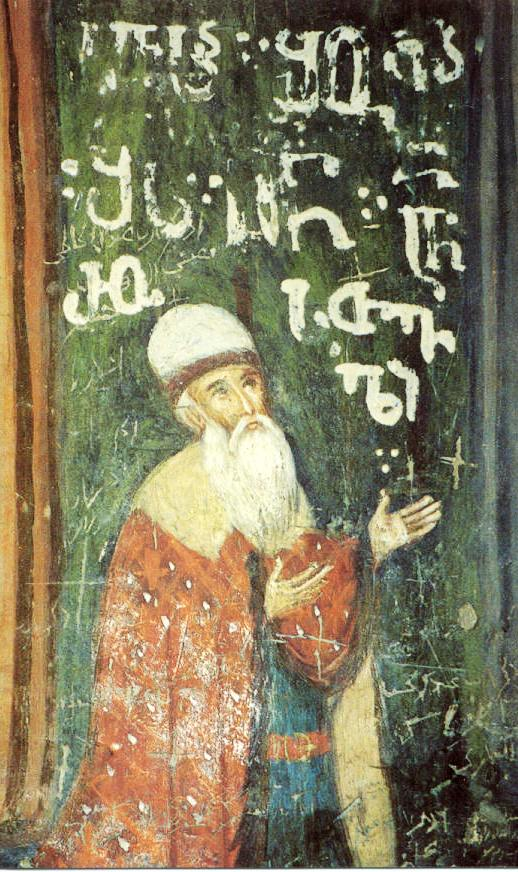
شوتا روستافلي

شوتا روستافلي (بالجورجية: შოთა რუსთაველი؛ 1172 - 1216 تقريباً) كان شاعراً جورجياً عاش في القرن 12. يعتبره العلماء من أعظم رموز الأدب في القرون الوسطى. من أبرز مؤلفاته «الفارس ذو جلد النمر» (أو «ڤپخيستكاوساني» بالجورجية)، وهي من أشهر القصائد الملحمية الجورجية. ترجمت لعدة لغات وطبعت لأول مرة في عام 1712 في تبيليسي. أهم الجوائز الأدبية والفنية في جمهورية جورجيا تحمل اسم شوتا رستافلي.

## روابط خارجية
- شوتا روستافلي على موقع الموسوعة البريطانية (الإنجليزية)
- شوتا روستافلي على موقع ميوزك برينز (الإنجليزية)
- شوتا روستافلي على موقع ديسكوغز (الإنجليزية)